# Cromgar lacerum
Cromgar lacerum är en insektsart som beskrevs av Medler 2000. Cromgar lacerum ingår i släktet Cromgar och familjen Flatidae. Inga underarter finns listade i Catalogue of Life.